# Обернхоф
Обернхоф (њем. Obernhof) општина је у њемачкој савезној држави Рајна-Палатинат. Једно је од 137 општинских средишта округа Рајн-Лан. Према процјени из 2010. у општини је живјело 375 становника. Посједује регионалну шифру (AGS) 7141103.

## Географски и демографски подаци
Обернхоф се налази у савезној држави Рајна-Палатинат у округу Рајн-Лан. Општина се налази на надморској висини од 100 метара. Површина општине износи 3,8 km². У самом мјесту је, према процјени из 2010. године, живјело 375 становника. Просјечна густина становништва износи 97 становника/km².